# Un papillon jaune appelé Sphinx
Un papillon jaune appelé Sphinx est un drame épistolaire du dramaturge français Christian Palustran, mis en scène pour la première fois en 1988 au Caveau de la Roëlle à Nancy, par Patrick Schoenstein.

## Résumé
L'ouvrage se compose de trente-trois lettres. Elles sont divisées en trois parties qui correspondent aux trois trimestres de l'année scolaire.
Un élève inconnu écrit à sa professeure de maths pour lui poser une question d'algèbre concernant « l'infini ». L'élève signe X et lui demande de glisser sa réponse dans la pile de devoirs qu'elle fait circuler après correction. Au début, elle se montre très réticente. Mais elle prend peu à peu plaisir à cette correspondance.
Elle se confie sur ses problèmes de discipline avec la classe, sur le traitement antidépressif qu'elle suit, sur sa vie personnelle, sur les raisons pour lesquelles elle ne porte plus sur sa veste une broche jaune en forme de papillon.
Elle en vient à multiplier les devoirs pour accroître leur correspondance. Cela lui cause des ennuis avec les parents et la direction. Bref, elle est sous l'emprise de X qui, le ressentant, reste parfois volontairement silencieux. N’en pouvant plus, elle lui demande de se dévoiler.

## Analyse
En écrivant ce texte, Christian Palustran déclare s'être lancé un défi, celui « d'écrire un drame fait uniquement de lettres, avec des émotions et des rebondissements, qui tiennent le spectateur en haleine ». Mais selon la critique du journal L'Est républicain, « ce n'est pas vraiment un drame. On pourrait presque dire qu'il s'agit d'une enquête policière épistolaire ». D'autre part, Arielle Gondonneau, dans le magazine Vivre à Yvetôt, voit la pièce comme « un drame intime où coulent les sentiments troubles et compliqués de l'adolescence, tiraillés entre révolte et amour fou, entre désespoir, déguisé en pudeur, et arrogance cynique ». L'oeuvre ne juge ni l'enseignante ni l'élève. Elle raconte simplement comment leurs lettres vont bouleverser leur vie.

## Historique
Cette œuvre représente la France en 1988 aux Estivades IATA de Marche-en-Famenne, en Belgique.
En 1990, elle est jouée en Belgique, à Charleroi  et en Espagne, au Festival universitaire de Valladolid par le Théâtre du Belvédère ; en 1991, elle est représentée au Centre dramatique national français pour la jeunesse (CDEJ) dans une mise en scène de François Gérard.
Elle a aussi été mise en scène dans diverses villes de France,, et notamment à Paris, Espace Beaujon, en 2013, par Nadine Hermet, ainsi qu'à Mainvilliers-Chartres, par Séverine Gaubert.
L'œuvre est traduite et jouée dans plusieurs langues et pays : en 2003, en Roumanie, au théâtre de Baïa Mare, dans une mise en scène de Gavril Pinte et en 2006, aux États-Unis (New York City, New Loft Ensemble, 13e Street Repertory Theatre), sous la direction de Josh Edelman.
Elle est publiée dans une édition trilingue français-anglais-italien et fait partie des pièces sélectionnées pour représenter le théâtre français contemporain dans le livre Annuaire du théâtre contemporain de langue française de Claude Confortès.
Elle a également été transcrite en braille.

## Publications et traductions
- Un papillon jaune appelé Sphinx
- A Yellow Butterfly Called Sphinx
- Una farfalla gialla chiamata Sfinge, La Fontaine, 2002. Édition trilingue en français, anglais et italien[16].